# Paraskevikirche
Paraskevikirche ist der Name folgender Kirchen und Kapellen mit dem Patrozinium der heiligen Paraskevi: 
- Agia Paraskevi (Kalogeros), eine Kapelle auf der Insel Kreta, Griechenland
- Agia Paraskevi (Geroskipou), ein Kirchengebäude in Geroskipou, Zypern
- Agia Paraskevi (Kato Akourdaleia), ein Kirchengebäude in Kato Akourdaleia, Zypern
- Agia Paraskevi (Kos), eine Kirche auf der Insel Kos, Griechenland
- Cerkiew św. Paraskewy (Kwiatoń), eine Holzkirche in Kwiatoń, Polen
- Paraskewi-Kirche (Almaty), eine Kirche in Almaty, Kasachstan
- Cerkiew św. Paraskewy (Radruż), eine Holzkirche in Radruż, Polen
- Kirche der heiligen Paraskiva (Blansko), Tschechien
- Kloster Agia Paraskevi (Vikos), Kloster mit Kirche der Agia Paraskevi in Zagori, Griechenland

Siehe auch:
- Paraskevi
- Agia Paraskevi (Begriffsklärung)